# ناگی ماتسوموتو
ناگی ماتسوموتو (انگلیسی: Nagi Matsumoto؛ زادهٔ ۴ سپتامبر ۲۰۰۱) بازیکن فوتبال اهل ژاپن است.
از باشگاه‌هایی که در آن بازی کرده‌است می‌توان به باشگاه فوتبال سرزو اوساکا اشاره کرد.
وی همچنین در تیم ملی فوتبال زیر ۲۰ سال ژاپن بازی کرده‌است.